# Christian García
Christian García Rodriguez (* 1. November 1986 in Santa Cruz de Tenerife) ist ein spanischer Beachvolleyballspieler.

## Karriere
García spielte von 2005 bis 2009 mit verschiedenen Partnern auf internationalen Turnieren, vorwiegend in Europa.
Von 2011 bis 2016 war Francisco Alfredo Marco Garcías Partner. Bei über 80 gemeinsamen Turnieren waren die besten Resultate für García/Marco ein zweiter Platz 2011 beim CEV Challenger in Warna, ein dritter Platz 2012 beim CEV Masters in Novi Sad, ein zweiter Platz 2014 beim FIVB Open in Xiamen sowie ein dritter Platz 2014 beim CEV Masters in Biel. Bei der Europameisterschaft 2013 in Klagenfurt erreichten sie das Achtelfinale, in dem sie gegen das deutsche Duo Flüggen/Walkenhorst ausschieden. Bei der Europameisterschaft ein Jahr später auf Sardinien schieden García/Marco bereits in der ersten KO-Runde gegen die Österreicher Doppler/Horst aus. 2015 nahmen die beiden Spanier an den Europaspielen in Baku, an der Weltmeisterschaft in den Niederlanden und an der Europameisterschaft in Klagenfurt teil.
Von 2016 bis 2018 spielte García mit Raúl Mesa und 2019 mit Inocencio Lario Carrillo, meistens auf nationalen oder niedrigklassigen internationalen Turnieren.